# Usporedni životopisi
Usporedni životopisi (lat. Vitae parallelae) povijesno je djelo starogrčkog povjesničara Plutarha. Knjiga sadrži životopise znamenitih Grka i Rimljana antike, napisanih u parovima. Djelo sadrži ukupno dvadeset i tri para životopisa, kao i četiri životopisa koji nisu bili napisani u paru. Smatra se jednim od najvažnijih izvora podataka ne samo o osobama koje opisuje nego i o antičkom svijetu i Starom vijeku uopće.
Plutarh u knjizi, odnosno prvom odlomku Života Aleksandra objašnjava kako mu cilj nije bio pisati povijest kao takvu, nego pokušati prikazati utjecaj karaktera - dobrog i lošeg - na živote i sudbine slavnih osoba. Prvi par Života - Epaminonda i Scipion Afrički - više ne postoje, a preostale su osakaćene lakunama i lošim prepisivanjem kroz stoljeća.
Bez obzira na to, Životi imaju veliku vrijednost, posebno u slučaju Aleksandra Velikog za koga predstavljaju izvor anegdota i podataka koji se ne pojavljuju nigdje drugdje. Odlomak posvećen rimskom kralju Numi Pompiliju predstavlja važan izvor podataka o ranom rimskom kalendaru.

## Vanjske poveznice
- A website dedicated to Plutarch's Parallel Lives and some modern updates (eng.)